# Anhuar Duarte
Anhuar Moises Duarte (* 24. Mai 2004) ist ein paraguayischer Leichtathlet, der sich auf den Sprint spezialisiert hat.

## Sportliche Laufbahn
Erste internationale Erfahrungen sammelte Anhuar Duarte im Jahr 2021, als er bei den U18-Südamerikameisterschaften in Encarnación mit 11,50 s in der Vorrunde im 100-Meter-Lauf ausschied und mit der paraguayischen 4-mal-100-Meter-Staffel in 42,30 s den vierten Platz belegte. Im Jahr darauf belegte er mit der Staffel bei den U23-Südamerikameisterschaften in Cascavel in 40,69 s den fünften Platz und 2023 verpasste er bei den U20-Südamerikameisterschaften in Bogotá mit 10,94 s den Finaleinzug über 100 Meter. Zudem belegte er dort mit der 4-mal-100-Meter-Staffel in 41,31 s den vierten Platz und wurde mit der 4-mal-400-Meter-Staffel in 3:27,91 min Siebter. Im Jahr darauf schied er bei den U23-Südamerikameisterschaften in Bucaramanga mit 11,02 s im Vorlauf über 100 Meter aus und gewann mit der 4-mal-100-Meter-Staffel in 40,42 s die Bronzemedaille hinter den Teams aus Kolumbien und Brasilien.
2023 wurde Duarte paraguayischer Meister in der 4-mal-100-Meter-Staffel.

## Persönliche Bestleistungen
- 100 Meter: 10,80 s (+1,6 m/s), 7. September 2024 in Asunción